# Hamilton (Indiana)
Hamilton is een plaats (town) in de Amerikaanse staat Indiana, en valt bestuurlijk gezien onder DeKalb County en Steuben County.

## Demografie
Bij de volkstelling in 2000 werd het aantal inwoners vastgesteld op 1233.

## Geografie
Volgens het United States Census Bureau beslaat de plaats een oppervlakte van
5,2 km², waarvan 4,3 km² land en 0,9 km² water. Hamilton ligt op ongeveer 277 m boven zeeniveau.

## Plaatsen in de nabije omgeving
De onderstaande figuur toont nabijgelegen plaatsen in een straal van 16 km rond Hamilton.